# EuskoTran

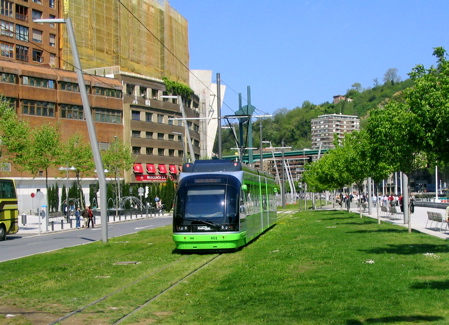
EuskoTran în Bilbao, Spania

EuskoTran (care în limba bască înseamnă Tramvai basc) este numele sistemului de tramvaie din Bilbao, Spania. A fost construit în 2002 ca mijloc de transport în comun care să complementeze metroul din Bilbao. Este de multe ori descris ca cel mai modern sistem de transport în comun din lume, dar acestă descriere este în general incorectă - astfel, după 2002, au fost inaugurate alte sisteme mai noi, care din punct de vedere tehnic și estetic sunt mai avansate decât EuskoTran. Totuși, EuskoTran este un sistem ultramodern, care a contribuit la reînnoirea și modernizarea generală a orașului Bilbao.
Tramvaiele circulă cu viteze de până la 50 km/h și nu fac mai multă gălăgie decât o mașină. Fiecare tramvai are o lungime de 25 metri și poate transporta maximum 192 de pasageri, dintre care 50 șezând. Accesul la tramvai este la nivelul platformei, făcând astfel posibil accesul și pentru persoanele handicapate. Toate tramvaiele dispun de un sistem de anunț audiovizual care transmite muzică precum și informații despre următoarele stații.
În jurul zonei moderne a orașului, unde printre altele se află Muzeul Guggenheim și râul Nervión, traseele tramvaiului sunt acoperite cu iarbă bine întreținută, pentru a crea atmosfera unui oraș "verde", care respectă mediul înconjurător.
La lansarea sistemului, mulți localnici au considerat sistemul EuskoTran un sistem de agrement - care ar fi fost construit doar pentru turiști, cu scopul de a îmbunătăți imaginea orașului în lume. Asta deoarece tramvaiul nu este mai ieftin ca metroul, nu face parte din sistemul general de bilete din oraș și merge pe trasee destul de limitate. După câteva luni, sistemul a devenit totuși mai popular și pentru cei din Bilbao, deși tot nu este folosit la capacitatea maximă.